# Dodo (Alice nel Paese delle Meraviglie)

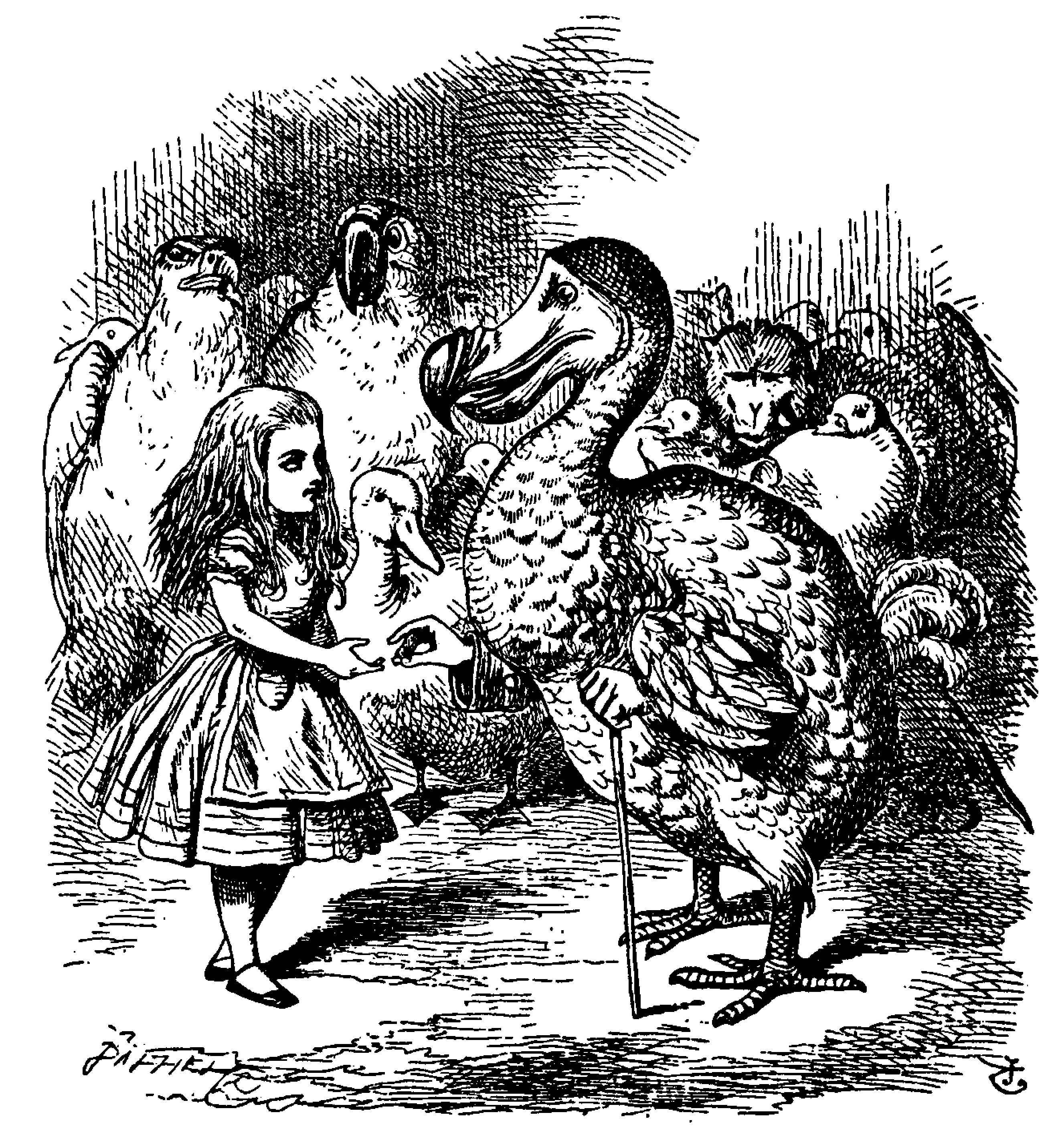
Illustrazione del Dodo di John Tenniel

Il Dodo è uno dei personaggi di Le avventure di Alice nel Paese delle Meraviglie scritto da Lewis Carroll.

## Il personaggio
Il Dodo è un uccello e compare nel terzo capitolo del libro, dal titolo A caucus race and a long tail, insieme ad altre creature tra cui un'Anatra, un Lorichetto e un Aquilotto. All'inizio del capitolo, tutti i personaggi sono stati travolti dal fiume di lacrime causato da Alice, e si trovano tutti bagnati e spaventati; il Dodo propone allora di correre una Caucus Race, ossia una corsa senza tracciato né traguardo, al termine della quale vincono tutti e vengono premiati da Alice con dei confetti. In seguito un altro personaggio, il Topo, racconterà in forma di filastrocca il suo tragico incontro con un cane, e tutti rimarranno ad ascoltarlo; dopo che Alice prosegue nel suo percorso, nessuno dei personaggi riapparirà più nel libro.

### Analisi
Il Dodo è un alter ego dello stesso autore, il cui vero nome era Charles Dodgson, che quando doveva parlare in pubblico o conversare con adulti si ritrovava affetto da una notevole balbuzie e pronunciava il suo cognome Do-do-dodgson. La sua difficoltà a pronunciare sermoni dal pulpito, che spariva quando egli si trovava a parlare con bambini e soprattutto bambine, gli servì come eccellente scusa per non affrontare fino in fondo la sua carriera ecclesiastica. All'epoca in cui Carroll scriveva il dodo era già ritenuto estinto, ma l'autore ne aveva visto un esemplare impagliato esposto presso l'Ashmolean Museum di Oxford; egli descrisse il reperto in una lettera a un bambina sua amica, sottolineando come gli occhi cascanti dell'animale somigliassero ai propri, e immaginando che la sua goffa andatura fosse identica a quella dell'uccello. Per questo motivo nei disegni di sir John Tenniel, primo illustratore dei libri di Alice, il Dodo viene ritratto con l'espressione assorta tipica dell'autore, mentre compie i gesti flemmatici che gli erano tipici e tiene in mano lo stesso bastone da passeggio che Carroll soleva portare con sé.
Alcuni degli altri personaggi che compaiono nel medesimo capitolo sono riferibili a persone vicine a Lewis Carroll e ad Alice Liddell: l'Anatra è il reverendo Robinson Duckworth (in inglese duck vuol dire anatra), decano del Christ Church College di Oxford dove Carroll lavorava; il pappagallo (Lory) e l'aquilotto (Eaglet) sono invece Lorina ed Edith Liddell, sorelle di Alice. Duckworth partecipava spesso alle gite in barca che Carroll organizzava per le sorelle Liddell.
La Caucus Race proposta dal Dodo è un gioco di parole difficilmente traducibile in italiano: i Caucus sono incontri regolari degli appartenenti a un partito politico, che aumentano di frequenza e durata in prossimità di un'elezione; poiché Carroll li trovava noiosi e inconcludenti, li rende nel romanzo un mezzo grazie al quale i personaggi "si asciugano" (in inglese to run dry vuol dire letteralmente "correre fino ad asciugarsi", ma anche, figurativamente, "annoiarsi").

## Versione Disney
Nel film Disney tratto dal romanzo, il ruolo del Dodo è espanso rispetto a quello del libro: viene infatti presentato come un capitano della Marina Militare di nome Capitan Libeccio (Captain Dodo nell'edizione originale); indossa abiti marinareschi alla moda del XVIII secolo, un parrucchino e fuma la pipa. Alice lo incontra quattro volte: poco dopo il suo arrivo nel Paese delle Meraviglie, mentre naviga nel mare di lacrime; nella scena successiva, dove assiste alla Maratonda (Caucus race in originale); quando rimane incastrata nella casa del Bianconiglio, e Capitan Libeccio manda Biagio la lucertola a sbarazzarsi di lei; infine, poco prima del finale, in una versione estesa della Maratonda. In ciascuna delle sue apparizioni, il personaggio canta una canzone: Che bella vita da marinar (The Sailor's Hornpipe), Maratonda (The Caucus Race), Col fuoco sloggerà (We'll Smoke the Blighter Out) e una reprise di Maratonda. Nella versione originale, il personaggio è doppiato da Bill Thompson (che doppia anche il Bianconiglio), in quella italiana da Aldo Silvani.
A parte quella della Maratonda, nessuna delle scene in cui compare Capitan Libeccio è presente nel libro, ma il personaggio recita battute di personaggi presenti nel romanzo e omessi dal film; in particolare, nella scena in cui vuole scacciare Alice da casa del Bianconiglio, il suo ruolo è del tutto sovrapponibile a quello di Pat il giardiniere.

### Versione di Tim Burton
Il Dodo compare anche in Alice in Wonderland di Tim Burton. Il suo nome è Uileam ed è uno degli alleati di Alice; compare in poche scene, e il suo aspetto riprende in massima parte quello delle illustrazioni di John Tenniel. Nella versione originale è doppiato da Michael Gough, in quella italiana da Luciano De Ambrosis.